# Mobara
Mobara (japanska: 茂原市?, Mobara-shi) är en stad i den japanska prefekturen Chiba på den östra delen av ön Honshu. Den har cirka 90 000 invånare. Staden är belägen på den östra delen av Bosohalvön och ingår i Tokyos storstadsområde. Mobara fick stadsrättigheter 1 april 1952. Den japanska idolen Yuko Ogura är född i staden. 